# پایگاه آب‌نشین هایدابرگ
پایگاه آب‌نشین هایدابرگ (به انگلیسی: Hydaburg Seaplane Base) یک فرودگاه همگانی بهره‌برداری هوایی با کد یاتا HYG است که یک باند فرود آب دارد و طول باند آن ۱،۵۲۴ متر است. این فرودگاه در شهر هیدابورگ، آلاسکا کشور ایالات متحده آمریکا قرار دارد و در ارتفاع ۰ متری از سطح دریا واقع شده‌است.

## شرکت‌های هواپیمایی و مقصدهای پروازی
The following شرکت هواپیمایی service is subsidized by the وزارت ترابری ایالات متحده آمریکا via the Essential Air Service program.
| شرکت‌های هواپیمایی | مقصدهای پروازی            |
| ----------------- | ------------------------- |
| Taquan Air        | پایگاه آب‌نشین کچیکن هاربر |